# The Rich Kids
The Rich Kids furono una punk rock band di breve durata, formati nel 1977 a Londra. Il gruppo è meglio noto per essere stato composto da Midge Ure, che da lì a poco entrerà negli Ultravox e Glen Matlock, bassista uscente dalla prima formazione dei Sex Pistols.

## Storia del gruppo
La band venne fondata nel 1977 dal bassista Glen Matlock dopo essere stato scaricato dai Sex Pistols (e sostituito da Sid Vicious), e dal cantante e chitarrista Midge Ure. Il batterista Rusty Egan ed il chitarrista ritmico Steve New (che era stato per qualche settimana il secondo chitarrista dei Sex Pistols e più avanti dei PIL) completarono la formazione. La primissima formazione della band nell'estate del 1977, comprendeva anche il chitarrista e cantante dei Clash Mick Jones.
Lo stile dei The Rich Kids incorporava diversi elementi derivanti dal power pop e influenzati da artisti british invasion anni sessanta come The Small Faces e The Who ma con sonorità più distorte che si rifacevano al hard rock e punk rock.
Pubblicarono il loro debut album Ghosts of Princes in Towers nel 1978 e tre singoli durante la loro esistenza dal marzo del 1977 al dicembre 1987 (nonostante l'annuncio ufficiale dello scioglimenti risale a metà 1979).
Dopo lo scioglimento, Matlock e New andarono in tour con Iggy Pop. Poco dopo, lo stesso Matlock incontrò Sid Vicious, col quale decise di fondare una nuova band, i The Vicious White Kids, e nel quale parteciperà in qualità di chitarrista anche Steve New.
Egan e Ure collaborarono con i Misfits e poi rispettivamente con i The Skids e Thin Lizzy, si riunirono poi nei Visage. Nel novembre 1979, Ure raggiunse gli Ultravox.

## Formazione
- Midge Ure - voce e chitarra
- Steve New - chitarra
- Glen Matlock - basso
- Rusty Egan - batteria

## Discografia

### Album in studio
- 1978 - Ghosts of Princes in Towers

### Raccolte
- 2003 - Best of The Rich Kids